# Anita Jensen
Anita Tuulikki Jensen, född 1 november 1957 i Helsingfors, är en finländsk konstnär.
Jensen studerade vid Finlands konstakademis skola 1981–1986, Konstindustriella högskolan (avdelningen för fotokonst) 1994–1997 samt bedrev fortsatta fotostudier vid Bildkonstakademin 1995–1996. Hon har dessutom deltagit i olika kurser i bland annat moderna grafiska tekniker och metoder.
Jensen har ställt ut sedan 1984. Som grafiker har hon prövat på alla etsningstekniker samt blandtekniker med foto och grafik (polymergravyrer), måleri och foto. På 1980-talet avvek hon från de traditionella grafiska teknikerna och hennes bildvärld präglades bland annat av primitivistiska drag. Jensen har senare mottagit intryck bland annat från japansk konst och kultur (efter resor till Japan 1995 och 1997), som hon tillämpat i sin egen bildvärld. Spegeln, med stark symbolisk innebörd i olika kulturer, har varit ett tema i hennes nyare polymergravyrer.
Jensen har undervisat vid Konstindustriella högskolan sedan slutet av 1980-talet och vid Bildkonstakademin under 1990-talet.